# Acronicta funeralis
Acronicta funeralis är en fjärilsart som beskrevs av Augustus Radcliffe Grote och Robinson 1866. Acronicta funeralis ingår i släktet Acronicta och familjen nattflyn. Inga underarter finns listade i Catalogue of Life.